# Автомобиль века
Автомобиль века (англ. Car of the Century, COTC) — международная награда, присуждённая самому значительному автомобилю двадцатого века. Избирательный процесс находился под надзором Global Automotive Elections Foundation. Победитель, Ford Model T, был объявлен на торжественном вручении 18 декабря 1999 года в Лас-Вегасе.

## Процесс избрания
Работа над избирательным процессом награды началась в октябре 1996 года, с представления списка в 700 автомобилей, предложенного организационным комитетом COTC в качестве кандидатов на премию, который отобрали эксперты из рекомендаций, сделанных вне автомобильной индустрии и автомобильных клубов.
В феврале 1997 года список уже из 200 автомобилей был представлен на мотосалоне AutoRAI в Амстердаме; выбор из изначального списка был сделан авторитетными независимыми автомобильными экспертами.
Следующий шаг — жюри и 132 профессиональных автомобильных журналистов из 33 стран, под руководством Барона Монтагю, сократившее список до ста пунктов, и представившее результат на Frankfurt Motor Show в сентябре 1997 года.
Избирательный процесс продолжился интернет-голосованием, выбравшим 10 машин, и голосованием жюри профессионалов, выбравшим 25 автомобилей. 9 из 10 выбранных общественностью автомобилей оказались в списке жюри (десятым выбором была AC Cobra), так что на Geneva Motor Show в марте 1999 было представлено 27 автомобилей.
| Изготовлен    | Тип                    | Год          | Страна             |
| ------------- | ---------------------- | ------------ | ------------------ |
| AC            | Cobra                  | 1965—1967    | Великобритания/США |
| Alfa Romeo    | Giulietta Sprint Coupé | 1954—1968    | Италия             |
| Audi          | Quattro                | 1980—1991    | Германия           |
| Austin        | Seven                  | 1922—1939    | Великобритания     |
| BMW           | BMW 328                | 1936—1940    | Германия           |
| Bugatti       | T35                    | 1926—1930    | Франция            |
| Chevrolet     | Corvette Stingray      | 1963—1967    | США                |
| Citroën       | Traction Avant         | 1934—1957    | Франция            |
| Citroën       | 2CV                    | 1948—1990    | Франция            |
| Citroën       | DS19                   | 1955—1975    | Франция            |
| Ferrari       | 250 GT SWB Berlinetta  | 1959—1962    | Италия             |
| Fiat          | 500 Topolino           | 1936—1948    | Италия             |
| Ford          | Model T                | 1908—1927    | США                |
| Ford          | Mustang                | 1964—1968    | США                |
| Jaguar        | XK120                  | 1948—1954    | Великобритания     |
| Jaguar        | E-Type                 | 1961—1975    | Великобритания     |
| Mercedes-Benz | S/SS/SSK               | 1927—1932    | Германия           |
| Mercedes-Benz | 300 SL Coupé           | 1954—1957    | Германия           |
| Mini          | all types              | 1959—2000    | Великобритания     |
| NSU           | Ro 80                  | 1967—1976    | Германия           |
| Porsche       | 911                    | 1963 — н. в. | Германия           |
| Renault       | Espace                 | 1984 — н. в. | Франция            |
| Rolls-Royce   | Silver Ghost           | 1907—1925    | Великобритания     |
| Land Rover    | Range Rover            | 1970—1996    | Великобритания     |
| Volkswagen    | Beetle                 | 1946 — н. в. | Германия           |
| Volkswagen    | Golf                   | 1974 — н. в. | Германия           |
| Willys        | Jeep                   | 1941—1945    | США                |

Жюри было предложено выбрать из этих 27 автомобилей те 5, что пройдут в финал голосования, используя балльную систему. Финалисты были объявлены на Frankfurt Motor Show в сентябре 1999 года.

## Результаты
Каждый из членов жюри выставил кандидатам оценки, исходя из своих предпочтений, после чего была сделана сводная таблица.
| Место | Модель автомобиля             | Очки |
| ----- | ----------------------------- | ---- |
| 1     | Ford Model T ( США)           | 742  |
| 2     | Mini ( Великобритания)        | 617  |
| 3     | Citroën DS ( Франция)         | 567  |
| 4     | Volkswagen Beetle ( Германия) | 521  |
| 5     | Porsche 911 ( Германия)       | 303  |